# Госнелл (Арканзас)
Госнелл (англ. Gosnell) — місто (англ. city) в США, в окрузі Міссіссіппі штату Арканзас. Населення — 2910 осіб (2020).

## Географія
Госнелл розташований на висоті 76 метрів над рівнем моря за координатами 35°57′53″ пн. ш. 89°58′6″ зх. д. / 35.96472° пн. ш. 89.96833° зх. д. (35.964745, -89.968457).  За даними Бюро перепису населення США в 2010 році місто мало площу 4,39 км², уся площа — суходіл.

### Клімат
| Клімат : Госнелл      | Клімат : Госнелл | Клімат : Госнелл | Клімат : Госнелл | Клімат : Госнелл | Клімат : Госнелл | Клімат : Госнелл | Клімат : Госнелл | Клімат : Госнелл | Клімат : Госнелл | Клімат : Госнелл | Клімат : Госнелл | Клімат : Госнелл | Клімат : Госнелл |
| Показник              | Січ.             | Лют.             | Бер.             | Квіт.            | Трав.            | Черв.            | Лип.             | Серп.            | Вер.             | Жовт.            | Лист.            | Груд.            | Рік              |
| Середній максимум, °C | 7,2              | 10,0             | 15,0             | 21,1             | 26,1             | 31,1             | 32,2             | 32,2             | 28,3             | 22,2             | 15,6             | 8,9              | 20,9             |
| Середній мінімум, °C  | −1,7             | 0,6              | 5,0              | 10,6             | 16,1             | 20,6             | 22,2             | 21,7             | 17,2             | 10,6             | 5,6              | 0,0              | 10,7             |
| Норма опадів, мм      | 93               | 109              | 115              | 125              | 133              | 99               | 102              | 66               | 73               | 104              | 119              | 129              | 1268             |
| --------------------- | ---------------- | ---------------- | ---------------- | ---------------- | ---------------- | ---------------- | ---------------- | ---------------- | ---------------- | ---------------- | ---------------- | ---------------- | ---------------- |
| Джерело:              |                  |                  |                  |                  |                  |                  |                  |                  |                  |                  |                  |                  |                  |

## Демографія
Згідно з переписом 2010 року, у місті мешкало 3548 осіб у 1238 домогосподарствах у складі 951 родини. Густота населення становила 808 осіб/км².  Було 1387 помешкань (316/км²). 
Расовий склад населення:
| - 72,9 % — білих - 22,0 % — чорних або афроамериканців - 1,0 % — азіатів - 0,4 % — корінних американців - 1,6 % — осіб інших рас |

До двох чи більше рас належало 2,1 %. Іспаномовні складали 3,5 % від усіх жителів.
За віковим діапазоном населення розподілялося таким чином: 34,0 % — особи молодші 18 років, 59,5 % — особи у віці 18—64 років, 6,5 % — особи у віці 65 років та старші. Медіана віку мешканця становила 29,7 року. На 100 осіб жіночої статі у місті припадало 94,2 чоловіків;  на 100 жінок у віці від 18 років та старших — 88,8 чоловіків також старших 18 років.
Середній дохід на одне домашнє господарство  становив 47 243 долари США (медіана — 39 583), а середній дохід на одну сім'ю — 50 651 долар (медіана — 42 865). Медіана доходів становила 35 250 доларів для чоловіків та 28 992 долари для жінок. За межею бідності перебувало 22,4 % осіб, у тому числі 27,4 % дітей у віці до 18 років та 10,0 % осіб у віці 65 років та старших.
Цивільне працевлаштоване населення становило 1312 особи. Основні галузі зайнятості: виробництво — 27,1 %, освіта, охорона здоров'я та соціальна допомога — 24,2 %, мистецтво, розваги та відпочинок — 13,6 %, будівництво — 6,5 %.
За даними перепису населення 2000 року в Госнеллі мешкало 3968 осіб, 1074 родини, налічувалося 1369 домашніх господарств і 1578 житлових будинків. Середня густота населення становила близько 922,8 осіб на один квадратний кілометр. Расовий склад Госнелла за даними перепису розподілився таким чином: 80,12% білих, 15,15% — чорних або афроамериканців, 0,43% — корінних американців, 1,01% — азіатів, 1,44% — представників змішаних рас, 1,86% — інших народів. іспаномовні склали 3,45% від усіх жителів міста.
З 1369 домашніх господарств в 48,3% — виховували дітей віком до 18 років, 54,9% представляли собою подружні пари, які спільно проживали, в 18,4% сімей жінки проживали без чоловіків, 21,5% не мали сімей. 17,5% від загального числа сімей на момент перепису жили самостійно, при цьому 4,1% склали самотні літні люди у віці 65 років та старше. Середній розмір домашнього господарства склав 2,90 осіб, а середній розмір родини — 3,29 осіб.
Населення міста за віковим діапазоном за даними перепису 2000 року розподілилося таким чином: 34,9% — жителі молодше 18 років, 10,8% — між 18 і 24 роками, 32,0% — від 25 до 44 років, 17,5% — від 45 до 64 років і 4,8% — у віці 65 років та старше. Середній вік мешканця склав 28 років. На кожні 100 жінок в Госнеллі припадало 96,7 чоловіків, у віці від 18 років та старше — 92,1 чоловіків також старше 18 років.
Середній дохід на одне домашнє господарство в місті склав 31 423 долара США, а середній дохід на одну сім'ю — 37 176 доларів. При цьому чоловіки мали середній дохід в 30 995 доларів США на рік проти 17 625 доларів середньорічного доходу у жінок. Дохід на душу населення в місті склав 13 371 долар на рік. 15,5% від усього числа сімей в населеному пункті і 17,1% від усієї чисельності населення перебувало на момент перепису населення за межею бідності, при цьому 16,5% з них були молодші 18 років і 31,4% — у віці 65 років та старше.